# Eleanor Mannikka
Eleanor Mannikka, fra Indiana University of Pennsylvania, er en forsker inden for studier i Sydøstasien. I sit bedst kendt værk, Angkor Wat: Time, Space and Kingship (da omtrent: Angkor Wat: tid, rum og kongemagt), argumenterer hun for at dimensionerne, ensretningen og basreliefferne i Angkor Wat viser en besked om at Suryavarman 2. var en guddommeligt udpeget konge.